# Nejlepší hráč sezóny Chance Ligy
Nejlepší hráč sezóny Chance Ligy je každoroční ocenění Ligové fotbalové asociace udělované hráči, který v sezóně Chance ligy předváděl nejlepší výkony. Je vyhlášen na konci května.

## Vítězové
| Hráč (X) | Jméno hráče a počet, kolikátou toto ocenění v daném okamžiku vyhrál (pokud je jich více, než jedna) |

| Sezóna    | Hráč               |        | Klub           | Ref    |
| --------- | ------------------ | ------ | -------------- | ------ |
| 2013/2014 | Josef Hušbauer     | Česko  | Sparta Praha   | [ 2 ]  |
| 2014/2015 | Pavel Kadeřábek    | Česko  | Sparta Praha   | [ 3 ]  |
| 2015/2016 | Bořek Dočkal       | Česko  | Sparta Praha   | [ 4 ]  |
| 2016/2017 | Milan Škoda        | Česko  | Slavia Praha   | [ 5 ]  |
| 2017/2018 | Jan Kopic          | Česko  | Viktoria Plzeň | [ 6 ]  |
| 2018/2019 | Tomáš Souček       | Česko  | Slavia Praha   | [ 7 ]  |
| 2019/2020 | Ondřej Kolář       | Česko  | Slavia Praha   | [ 8 ]  |
| 2020/2021 | Lukáš Provod       | Česko  | Slavia Praha   | [ 9 ]  |
| 2021/2022 | Tomáš Holeš        | Česko  | Slavia Praha   | [ 10 ] |
| 2022/2023 | Ladislav Krejčí    | Česko  | Sparta Praha   | [ 11 ] |
| 2023/2024 | Veljko Birmančević | Srbsko | Sparta Praha   | [ 12 ] |

### Vítězové podle národnosti
| Národnost | Vítězství |
| --------- | --------- |
| Česko     | 10        |
| Srbsko    | 1         |

### Vítězové podle klubu
| Klub           | Vítězství |
| -------------- | --------- |
| Sparta Praha   | 5         |
| Slavia Praha   | 5         |
| Viktoria Plzeň | 1         |

## Nejlepší hráč sezóny podle hlasování fanoušků
| Hráč (X) | Jméno hráče a počet, kolikátou toto ocenění v daném okamžiku vyhrál (pokud je jich více, než jedna) |

| Sezóna    | Hráč            |            | Klub                        | Ref    |
| --------- | --------------- | ---------- | --------------------------- | ------ |
| 2014/2015 | Václav Kadlec   | Česko      | Sparta Praha                | [ 3 ]  |
| 2015/2016 | Bořek Dočkal    | Česko      | Sparta Praha                | [ 4 ]  |
| 2016/2017 | Milan Škoda     | Česko      | Slavia Praha                | [ 5 ]  |
| 2017/2018 | Miroslav Stoch  | Slovensko  | Slavia Praha                | [ 6 ]  |
| 2018/2019 | Michal Trávník  | Česko      | Jablonec                    | [ 7 ]  |
| 2019/2020 | Adam Hložek     | Česko      | Sparta Praha                | [ 8 ]  |
| 2020/2021 | Nicolae Stanciu | Rumunsko   | Slavia Praha                | [ 9 ]  |
| 2021/2022 | Adam Hložek (2) | Česko      | Sparta Praha                | [ 10 ] |
| 2022/2023 | Mick van Buren  | Nizozemsko | Slovan Liberec/Slavia Praha | [ 11 ] |
| 2023/2024 | Pavel Šulc      | Česko      | Viktoria Plzeň              | [ 12 ] |

## Objev sezóny
| Hráč (X) | Jméno hráče a počet, kolikátou toto ocenění v daném okamžiku vyhrál (pokud je jich více, než jedna) |

| Sezóna    | Hráč             |           | Klub                          | Ref    |
| --------- | ---------------- | --------- | ----------------------------- | ------ |
| 2013/2014 | Patrik Hrošovský | Slovensko | Viktoria Plzeň                | [ 2 ]  |
| 2014/2015 | Aleš Matějů      | Česko     | Příbram                       | [ 3 ]  |
| 2015/2016 | Patrik Schick    | Česko     | Bohemians 1905                | [ 4 ]  |
| 2016/2017 | Michal Sáček     | Česko     | Sparta Praha                  | [ 5 ]  |
| 2017/2018 | Václav Jemelka   | Česko     | Sigma Olomouc                 | [ 6 ]  |
| 2018/2019 | Adam Hložek      | Česko     | Sparta Praha                  | [ 7 ]  |
| 2019/2020 | Pavel Bucha      | Česko     | Mladá Boleslav/Viktoria Plzeň | [ 8 ]  |
| 2020/2021 | Abdallah Sima    | Senegal   | Slavia Praha                  | [ 9 ]  |
| 2021/2022 | David Jurásek    | Česko     | Mladá Boleslav/Slavia Praha   | [ 10 ] |
| 2022/2023 | Matěj Jurásek    | Česko     | Slavia Praha                  | [ 11 ] |
| 2023/2024 | Tom Slončík      | Česko     | Viktoria Plzeň                | [ 12 ] |

## Osobnost sezóny
| Hráč (X) | Jméno hráče a počet, kolikátou toto ocenění v daném okamžiku vyhrál (pokud je jich více, než jedna) |

| Sezóna    | Hráč                 |       | Klub           | Ref    |
| --------- | -------------------- | ----- | -------------- | ------ |
| 2015/2016 | Libor Došek          | Česko | Slovácko       | [ 4 ]  |
| 2016/2017 | Pavel Zavadil        | Česko | Zbrojovka Brno | [ 5 ]  |
| 2017/2018 | Milan Baroš          | Česko | Baník Ostrava  | [ 6 ]  |
| 2018/2019 | Tomáš Hübschman      | Česko | Jablonec       | [ 7 ]  |
| 2019/2020 | Josef Jindřišek      | Česko | Bohemians 1905 | [ 8 ]  |
| 2020/2021 | Tomáš Hübschman (2)  | Česko | Jablonec       | [ 9 ]  |
| 2021/2022 | Marek Matějovský     | Česko | Mladá Boleslav | [ 10 ] |
| 2022/2023 | Josef Jindřišek (2)  | Česko | Bohemians 1905 | [ 11 ] |
| 2023/2024 | Marek Matějovský (2) | Česko | Mladá Boleslav | [ 12 ] |

## Nejlepší cizinec sezóny
| Hráč (X) | Jméno hráče a počet, kolikátou toto ocenění v daném okamžiku vyhrál (pokud je jich více, než jedna) |

| Sezóna    | Hráč                |                     | Klub             | Ref    |
| --------- | ------------------- | ------------------- | ---------------- | ------ |
| 2013/2014 | Costa Nhamoinesu    | Zimbabwe            | Sparta Praha     | [ 2 ]  |
| 2014/2015 | Matúš Kozáčik       | Slovensko           | Viktoria Plzeň   | [ 3 ]  |
| 2015/2016 | Michal Ďuriš        | Slovensko           | Viktoria Plzeň   | [ 4 ]  |
| 2016/2017 | Muris Mešanović     | Bosna a Hercegovina | Slavia Praha     | [ 5 ]  |
| 2017/2018 | Dāvis Ikaunieks     | Lotyšsko            | Vysočina Jihlava | [ 6 ]  |
| 2018/2019 | Nikolaj Komličenko  | Rusko               | Mladá Boleslav   | [ 7 ]  |
| 2019/2020 | Nicolae Stanciu     | Rumunsko            | Slavia Praha     | [ 8 ]  |
| 2020/2021 | Nicolae Stanciu (2) | Rumunsko            | Slavia Praha     | [ 9 ]  |
| 2021/2022 | Jean-David Beauguel | Francie             | Viktoria Plzeň   | [ 10 ] |
| 2022/2023 | Asger Sørensen      | Dánsko              | Sparta Praha     | [ 11 ] |
| 2023/2024 | Veljko Birmančević  | Srbsko              | Sparta Praha     | [ 12 ] |

## Nejlepší brankář sezóny
| Hráč (X) | Jméno hráče a počet, kolikátou toto ocenění v daném okamžiku vyhrál (pokud je jich více, než jedna) |

| Sezóna    | Hráč                |           | Klub                        | Ref    |
| --------- | ------------------- | --------- | --------------------------- | ------ |
| 2013/2014 | Matúš Kozáčik       | Slovensko | Viktoria Plzeň              | [ 2 ]  |
| 2014/2015 | Matúš Kozáčik (2)   | Slovensko | Viktoria Plzeň              | [ 3 ]  |
| 2015/2016 | Matúš Kozáčik (3)   | Slovensko | Viktoria Plzeň              | [ 4 ]  |
| 2016/2017 | Jiří Pavlenka       | Česko     | Slavia Praha                | [ 5 ]  |
| 2017/2018 | Miloš Buchta        | Česko     | Sigma Olomouc               | [ 6 ]  |
| 2018/2019 | Filip Nguyen        | Vietnam   | Slovan Liberec              | [ 7 ]  |
| 2019/2020 | Ondřej Kolář        | Česko     | Slavia Praha                | [ 8 ]  |
| 2020/2021 | Ondřej Kolář (2)    | Česko     | Slavia Praha                | [ 9 ]  |
| 2021/2022 | Jindřich Staněk     | Česko     | Viktoria Plzeň              | [ 10 ] |
| 2022/2023 | Matěj Kovář         | Česko     | Sparta Praha                | [ 11 ] |
| 2023/2024 | Jindřich Staněk (2) | Česko     | Viktoria Plzeň/Slavia Praha | [ 12 ] |

## Nejlepší obránce sezóny
| Hráč (X) | Jméno hráče a počet, kolikátou toto ocenění v daném okamžiku vyhrál (pokud je jich více, než jedna) |

| Sezóna    | Hráč                   |         | Klub           | Ref    |
| --------- | ---------------------- | ------- | -------------- | ------ |
| 2013/2014 | Pavel Kadeřábek        | Česko   | Sparta Praha   | [ 2 ]  |
| 2014/2015 | Pavel Kadeřábek (2)    | Česko   | Sparta Praha   | [ 3 ]  |
| 2015/2016 | Roman Hubník           | Česko   | Viktoria Plzeň | [ 4 ]  |
| 2016/2017 | Roman Hubník (2)       | Česko   | Viktoria Plzeň | [ 5 ]  |
| 2017/2018 | Radim Řezník           | Česko   | Viktoria Plzeň | [ 6 ]  |
| 2018/2019 | Michael Ngadeu-Ngadjui | Kamerun | Slavia Praha   | [ 7 ]  |
| 2019/2020 | Jakub Brabec           | Česko   | Viktoria Plzeň | [ 8 ]  |
| 2020/2021 | Ondřej Kúdela          | Česko   | Slavia Praha   | [ 9 ]  |
| 2021/2022 | Alexander Bah          | Dánsko  | Slavia Praha   | [ 10 ] |
| 2022/2023 | Asger Sørensen         | Dánsko  | Sparta Praha   | [ 11 ] |
| 2023/2024 | Robin Hranáč           | Česko   | Viktoria Plzeň | [ 12 ] |

## Nejlepší záložník sezóny
| Hráč (X) | Jméno hráče a počet, kolikátou toto ocenění v daném okamžiku vyhrál (pokud je jich více, než jedna) |

| Sezóna    | Hráč               |          | Klub           | Ref    |
| --------- | ------------------ | -------- | -------------- | ------ |
| 2013/2014 | Josef Hušbauer     | Česko    | Sparta Praha   | [ 2 ]  |
| 2014/2015 | Bořek Dočkal       | Česko    | Sparta Praha   | [ 3 ]  |
| 2015/2016 | Bořek Dočkal (2)   | Česko    | Sparta Praha   | [ 4 ]  |
| 2016/2017 | Martin Fillo       | Česko    | Teplice        | [ 5 ]  |
| 2017/2018 | Jan Kopic          | Česko    | Viktoria Plzeň | [ 6 ]  |
| 2018/2019 | Tomáš Souček       | Česko    | Slavia Praha   | [ 7 ]  |
| 2019/2020 | Nicolae Stanciu    | Rumunsko | Slavia Praha   | [ 8 ]  |
| 2020/2021 | Lukáš Provod       | Česko    | Slavia Praha   | [ 9 ]  |
| 2021/2022 | Tomáš Holeš        | Česko    | Slavia Praha   | [ 10 ] |
| 2022/2023 | Ladislav Krejčí    | Česko    | Sparta Praha   | [ 11 ] |
| 2023/2024 | Veljko Birmančević | Srbsko   | Sparta Praha   | [ 12 ] |

## Nejlepší útočník sezóny
| Hráč (X) | Jméno hráče a počet, kolikátou toto ocenění v daném okamžiku vyhrál (pokud je jich více, než jedna) |

| Sezóna    | Hráč                |            | Klub                        | Ref    |
| --------- | ------------------- | ---------- | --------------------------- | ------ |
| 2013/2014 | David Lafata        | Česko      | Sparta Praha                | [ 2 ]  |
| 2014/2015 | Milan Škoda         | Česko      | Slavia Praha                | [ 3 ]  |
| 2015/2016 | Michal Ďuriš        | Slovensko  | Viktoria Plzeň              | [ 4 ]  |
| 2016/2017 | Milan Škoda (2)     | Česko      | Slavia Praha                | [ 5 ]  |
| 2017/2018 | Michael Krmenčík    | Česko      | Viktoria Plzeň              | [ 6 ]  |
| 2018/2019 | Nikolaj Komličenko  | Rusko      | Mladá Boleslav              | [ 7 ]  |
| 2019/2020 | Petar Musa          | Chorvatsko | Slovan Liberec/Slavia Praha | [ 8 ]  |
| 2020/2021 | Adam Hložek         | Česko      | Sparta Praha                | [ 9 ]  |
| 2021/2022 | Jean-David Beauguel | Francie    | Viktoria Plzeň              | [ 10 ] |
| 2022/2023 | Jakub Řezníček      | Dánsko     | Zbrojovka Brno              | [ 11 ] |
| 2023/2024 | Jan Kuchta          | Česko      | Sparta Praha                | [ 12 ] |